# فستوكة أعالي البرانس
فستوكة أعالي البرانس (باللاتينية: Festuca altopyrenaica) نوع نباتي يتبع جنس الفستوكة من الفصيلة النجيلية.

## الموئل والانتشار
موطنها أعالي جبال البرانس بين فرنسا وإسبانيا.

## الوصف النباتي
النبات عشبي معمر.